# نيبومو
نيبومو هو مدينة غير مدمجة ومكان مخصص للتعداد (CDP) في مقاطعة سان لويس أوبيسبو بولاية كاليفورنيا في الولايات المتحدة الأمريكية. كان عدد السكان 12626 في تعداد عام 2000، ونما إلى 16714 في تعداد 2010.

## الاسم
الاسم هو الترجمة الصوتية الإسبانية لاسم مكان تشوماشي Nipumuʔ ، والذي يعني «مكان المنزل الكبير» أو «القرية».

## التاريخ

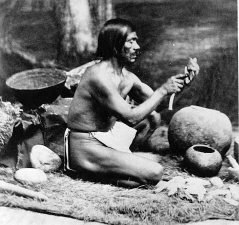
صورة من أواخر القرن التاسع عشر لرئيس تشوماش رافائيل سولاريس

نيبومو ميسا هو موقع إحدى أشهر صور الكساد الكبير، «الأُمُّ المُهاجرة» لدوروثي لانج.

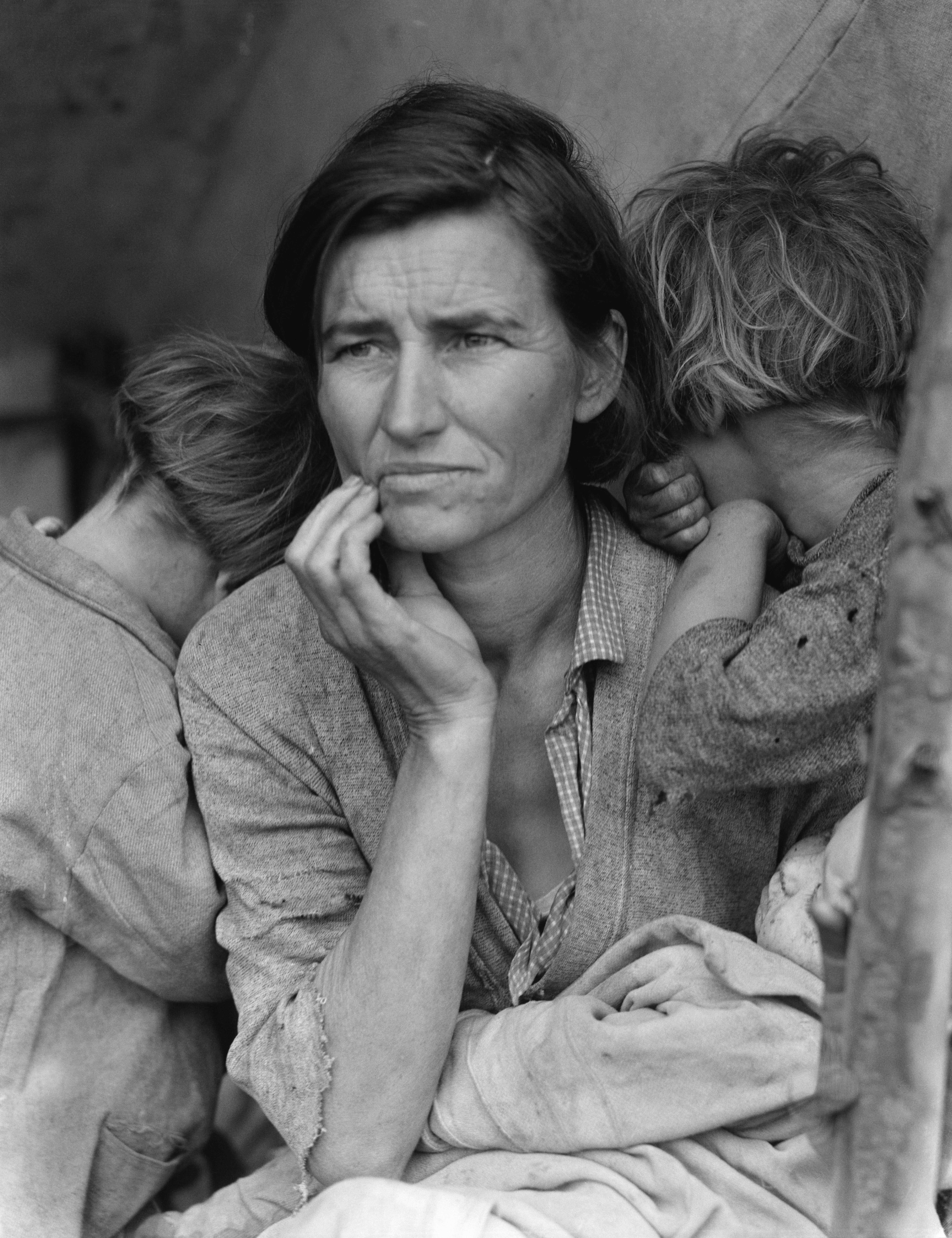
الأم المهاجرة لدوروثي لانج تُصور جامعي البازلاء المعدمين في كاليفورنيا، وتُركز على أمٍ لسبعة أطفال تبلغ من العمر 32 عامًا في نيبومو، في مارس 1936.